# Eloína Echevarría
Eloina Echevarría (ur. 23 sierpnia 1961, zm. 30 marca 2025 w Nikaragui) – kubańska lekkoatletka specjalizująca się w skoku w dal i trójskoku. Pięciokrotna medalistka igrzysk panamerykańskich, dwukrotna złota medalistka igrzysk Ameryki Środkowej i Karaibów, sześciokrotna (w tym jednokrotnie złota) medalistka mistrzostw Ameryki Środkowej i Karaibów, dwukrotna złota medalistka mistrzostw ibero-amerykańskich, uczestniczka mistrzostw świata rozgrywanych zarówno w hali, jak i na stadionie. Po zakończeniu kariery zawodniczej pracowała jako trenerka.

## Kariera
W 1978 roku zdobyła pierwszy w karierze medal międzynarodowej imprezy lekkoatletycznej, był to srebrny medal w skoku w dal zdobyty na igrzyskach Ameryki Środkowej i Karaibów. Rok później została brązową medalistką igrzysk panamerykańskich w San Juan – nie tylko w skoku w dal, ale także w sztafecie 4 × 100 m. W latach 80. XX wieku zdobyła między innymi dwa złote medale igrzysk Ameryki Środkowej i Karaibów oraz srebrny i brązowy medal igrzysk obu Ameryk (wszystkie trofea wywalczyła w skoku w dal).
W 1987 roku zadebiutowała na mistrzostwach świata, na których odpadła w eliminacjach skoku w dal (w swej grupie zajęła dalekie 12. miejsce). Niedługo później zdobyła jedyny w karierze złoty medal mistrzostw Ameryki Środkowej i Karaibów, co uczyniła w czasie rozgrywanego w 1989 roku.
W latach 90. XX wieku startowała nie tylko w zawodach w konkurencji skoku w dal, ale i trójskoku. W tej drugiej konkurencji zdobyła dwa srebrne medale mistrzostw Ameryki Środkowej i Karaibów (1993, 1995) oraz srebrny medal igrzysk Ameryki Środkowej i Karaibów rozgrywanych w Ponce. Ponadto Echevarría awansowała na halowych mistrzostwach globu w Toronto do finału trójskoku – ukończyła go na 8. miejscu.

## Śmierć
Zmarła w 2025 w Nikaragui, gdzie pracowała jako trenerka.

## Osiągnięcia
| Rok     | Zawody                                   | Miasto                     | Miejsce | Konkurencja        | Wynik |
| ------- | ---------------------------------------- | -------------------------- | ------- | ------------------ | ----- |
| 1978    | Igrzyska Ameryki Środkowej i Karaibów    | Medellín                   | brąz    | skok w dal         | 6,12  |
| 1979    | Igrzyska panamerykańskie                 | San Juan                   | brąz    | sztafeta 4 × 100 m | 46,26 |
| 1979    | Igrzyska panamerykańskie                 | San Juan                   | brąz    | skok w dal         | 6,27  |
| 1979    | Puchar świata                            | Montreal                   | 4.      | skok w dal         | 6,25  |
| 1981    | Mistrzostwa Ameryki Środkowej i Karaibów | Santo Domingo              | srebro  | skok w dal         | 6,29  |
| 1982    | Igrzyska Ameryki Środkowej i Karaibów    | Hawana                     | złoto   | skok w dal         | 6,53  |
| 1983    | Igrzyska panamerykańskie                 | Caracas                    | srebro  | skok w dal         | 6,61  |
| 1983    | Mistrzostwa ibero-amerykańskie           | Barcelona                  | złoto   | skok w dal         | 6,49  |
| 1985    | Mistrzostwa Ameryki Środkowej i Karaibów | Nassau                     | srebro  | skok w dal         | 6,41  |
| 1986    | Igrzyska Ameryki Środkowej i Karaibów    | Santiago de los Caballeros | złoto   | skok w dal         | 6,61  |
| 1986    | Mistrzostwa ibero-amerykańskie           | Hawana                     | złoto   | skok w dal         | 6,29  |
| 1987    | Igrzyska panamerykańskie                 | Indianapolis               | brąz    | skok w dal         | 6,42  |
| 1987    | Mistrzostwa świata                       | Rzym                       | 12. H   | skok w dal         | 6,23  |
| 1989    | Mistrzostwa Ameryki Środkowej i Karaibów | San Juan                   | złoto   | skok w dal         | 6,59  |
| 1989    | Puchar świata                            | Barcelona                  | 7.      | skok w dal         | 6,22  |
| 1990    | Igrzyska Ameryki Środkowej i Karaibów    | Meksyk                     | srebro  | skok w dal         | 6,40  |
| 1991    | Igrzyska panamerykańskie                 | Hawana                     | srebro  | skok w dal         | 6,60  |
| 1992    | Puchar świata                            | Hawana                     | brąz    | trójskok           | 13,45 |
| 1993    | Halowe mistrzostwa świata                | Toronto                    | 8.      | trójskok           | 13,77 |
| 1993    | Mistrzostwa Ameryki Środkowej i Karaibów | Cali                       | srebro  | skok w dal         | 6,28  |
| 1993    | Mistrzostwa Ameryki Środkowej i Karaibów | Cali                       | srebro  | trójskok           | 13,63 |
| 1993    | Igrzyska Ameryki Środkowej i Karaibów    | Ponce                      | srebro  | skok w dal         | 5,91  |
| 1993    | Igrzyska Ameryki Środkowej i Karaibów    | Ponce                      | srebro  | trójskok           | 13,02 |
| 1995    | Mistrzostwa Ameryki Środkowej i Karaibów | Gwatemala                  | srebro  | trójskok           | 13,96 |
| Źródło: |                                          |                            |         |                    |       |

## Rekordy życiowe
- skok w dal – 6,67 (18 maja 1983, Hawana)
- trójskok – 14,34 (17 lutego 1995, Hawana)

Źródło: 